# Милезимо
Милезимо (итал. Millesimo) је насеље у Италији у округу Савона, региону Лигурија.
Према процени из 2011. у насељу је живело 3132 становника. Насеље се налази на надморској висини од 430 м.

## Становништво
Према резултатима пописа становништва 2011. у општини је живело 3.426 становника.
| 1936. | 1951. | 1961. | 1971. | 1981. | 1991. | 2001. | 2011. |
| ----- | ----- | ----- | ----- | ----- | ----- | ----- | ----- |
| 2.626 | 2.956 | 3.213 | 3.492 | 3.576 | 3.442 | 3.250 | 3.426 |